# 山田市
山田市（やまだし）は福岡県の中部、筑豊地域に存在していた市。旧嘉麻郡 → 嘉穂郡。
2006年3月27日に嘉穂町、碓井町、稲築町と対等合併し、嘉麻市（かまし）となった。
石炭産業で栄えていた昭和30年代には人口が約4万人ほどいたが、末期には3分の1程に減少し、2000年の国勢調査では人口が約13,367人となっており、隣接する稲築町よりも人口が少なかった。当時福岡県および九州の市としては最も人口が少なく、全国でも北海道歌志内市に続いて2番目に人口が少ない市であった（歌志内市とは姉妹都市として友好関係を結んでいた。現在の2番目は北海道夕張市）。また、1970年の国勢調査では1965年の国勢調査で最下位だった沖縄県石川市(当時は返還前だが人口調査はされている)の人口を下回り、全国で最も人口が少ない市となっていた。(1975年の国勢調査では歌志内市が当市の人口を下回り、それ以降当市は合併まで2位をキープし続けた。)

## 地理

### 隣接していた市町村
- 田川市
- 飯塚市
- 田川郡川崎町
- 嘉穂郡嘉穂町、碓井町、稲築町

## 歴史

### 近現代
- 1889年4月1日 - 町村制施行により嘉麻郡熊田村が発足。
- 1896年4月1日 - 郡の統合により嘉穂郡に属する[1]。
- 1924年9月1日 - 熊田村が町制施行。熊田町となる。
- 1925年5月10日 - 熊田町が山田町と改称。
- 1954年4月1日 - 山田町が市制施行。山田市となる。
- 1955年4月5日 - 田川郡猪位金村猪国の一部を編入[2]（同日、猪位金村の残りは田川市へ編入）。
- 2006年3月27日 - 嘉麻市発足により消滅。

## 行政

### 歴代市長
特記なき場合『日本の歴代市長 : 市制施行百年の歩み』などによる。
| 代 | 氏名       | 就任                       | 退任                      | 備考         |
| -- | ---------- | -------------------------- | ------------------------- | ------------ |
| 1  | 中村道太郎 | 1954年（昭和29年）4月1日   | 1956年（昭和31年）9月15日 | 旧山田町長   |
| 2  | 松岡十郎   | 1956年（昭和31年）9月16日  | 1976年（昭和51年）9月15日 |              |
| 3  | 佐伯高義   | 1976年（昭和51年）9月16日  | 1982年（昭和57年）8月4日  | 在任中に死去 |
| 4  | 小山田時利 | 1982年（昭和57年）9月19日  | 1985年（昭和60年）        | 辞職         |
| 5  | 松岡正文   | 1985年（昭和60年）12月22日 | 1993年（平成5年）12月21日 |              |
| 6  | 武信弘隆   | 1993年（平成5年）12月22日  | 2001年（平成13年）7月2日  | 在任中に死去 |
| 7  | 松岡賛     | 2001年（平成13年）8月26日  | 2006年（平成18年）3月26日 | 廃止         |

## 姉妹都市
- 北海道歌志内市

## 地域

### 教育

#### 高等学校
- 福岡県立山田高等学校（平成18年度限りで廃止）

#### 中学校
市立
- 山田中学校

#### 小学校
市立
- 上山田小学校
- 下山田小学校
- 熊ヶ畑小学校

## 交通
市内に空港・鉄道・高速道路はない。
- 最寄り空港は福岡空港。
- 最寄り鉄道駅は飯塚駅又は桂川駅。

### 鉄道
※以下の鉄道路線はすべて廃止され、合併し嘉麻市となった時点で市内に鉄道路線は存在しなかった。
- 日本国有鉄道（1987年4月1日の分割民営化以降はJR九州）
  - 上山田線（1988年9月1日廃止）
    - 下山田駅 - 上山田駅 - 熊ヶ畑駅

  - 漆生線（1986年4月1日廃止）
    - 下山田駅

### バス
- 西鉄バス筑豊
  - 山田市 - 稲築町 - 飯塚バスセンター（飯塚市）
- 山田市バス（道路運送法第80条の適用を受ける白ナンバーバス）：山田市内
  - 熊ヶ畑 - 生涯学習館（市中心部） - 日吉（嘉穂町） - 西牛隈（嘉穂町）
  - 生涯学習館 - 坂谷（田川市）

※西牛隈からは桂川駅方面、坂谷からは田川市中心部へのバスが出ている。

### 道路

#### 国道・主要地方道
- 国道322号
- 福岡県道67号田川桑野線

## 名所・旧跡・観光スポット・祭事・催事

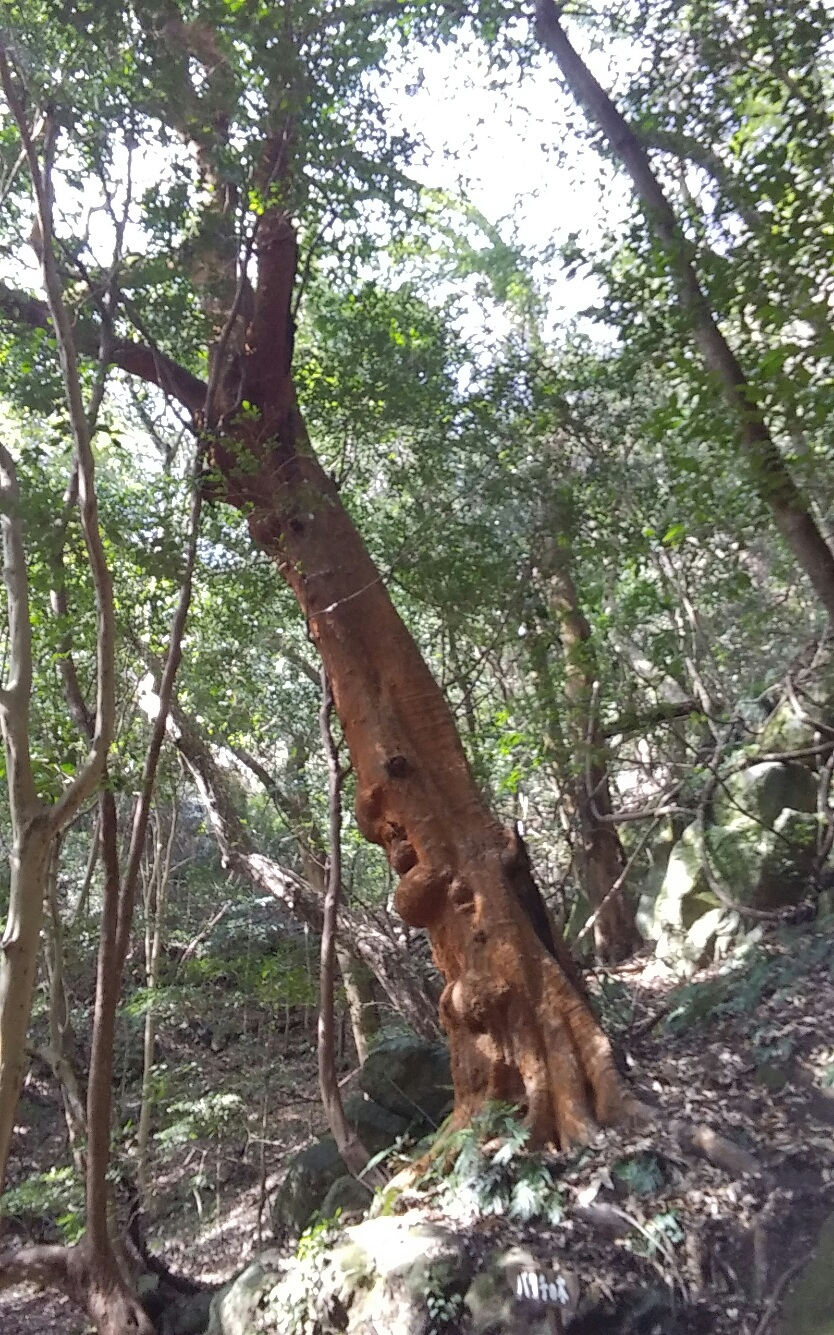
白馬山のバクチノキ

- サルビアパーク
- 安国寺
- 梅林公園
- 白馬山

## 名物
- 山田饅頭

## 山田市出身の著名人・有名人
- 市丸郁夫（作家）
- 不知火光五郎（大坂相撲の横綱、明治期の力士であまりの強さに妬まれ、毒殺されたと伝わる）